# آیتال (شهرستان قره‌کولجه)
آیتال (به لاتین: Oytal) یک روستا در قرقیزستان است که در شهرستان قره‌کولجه واقع شده‌است. آیتال ۱٬۸۶۷ نفر جمعیت دارد و ۱٬۹۲۰ متر بالاتر از سطح دریا واقع شده‌است.